# Avy (Charente-Maritime)
Avy település Franciaországban, Charente-Maritime megyében, Új-Aquitania (Aquitánia-Nouvelle) régióban. Lakosainak száma 491 fő (2022. január 1.). Avy Biron, Chadenac, Fléac-sur-Seugne, Marignac és Pons községekkel határos.

## Galéria

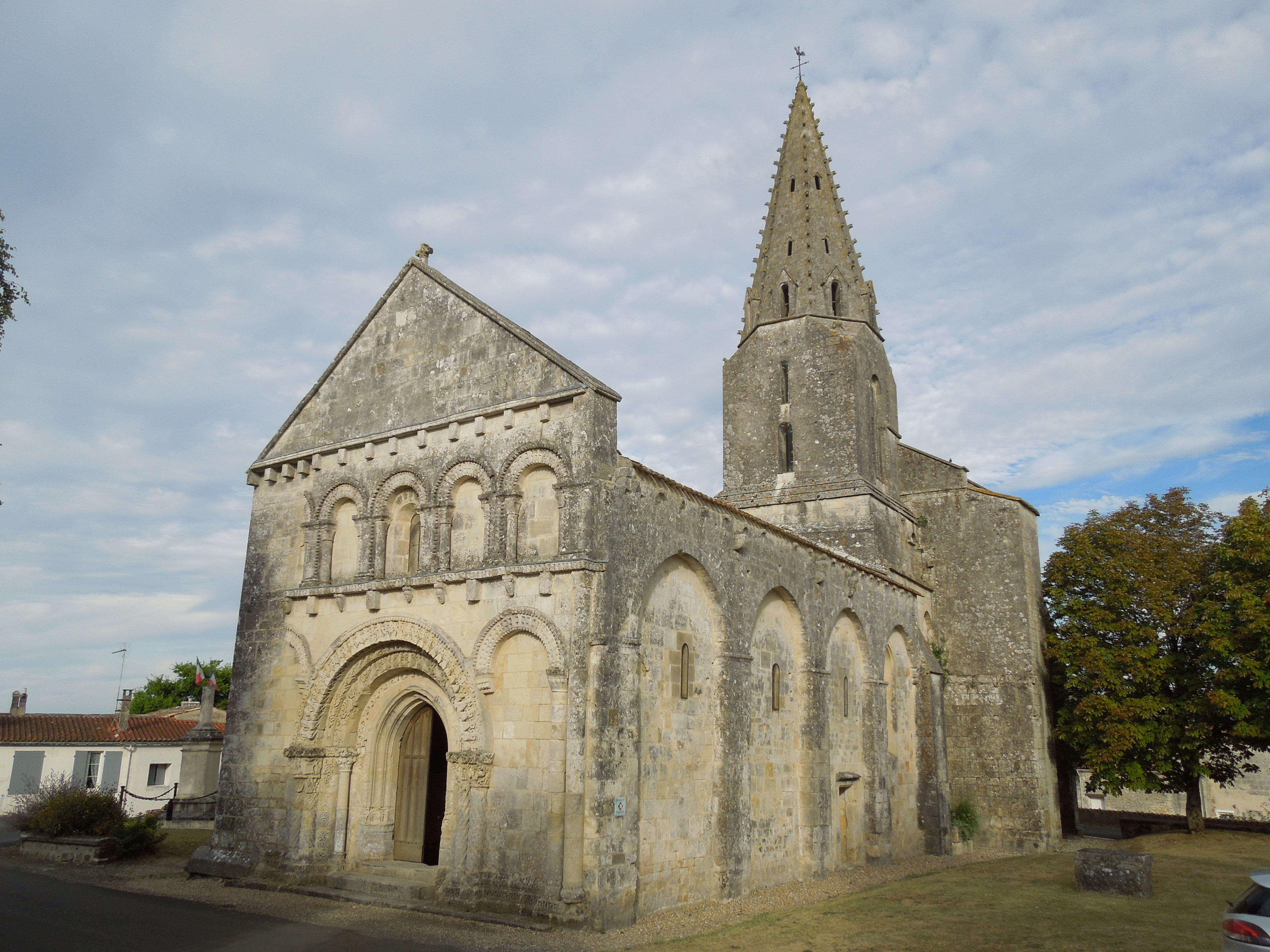
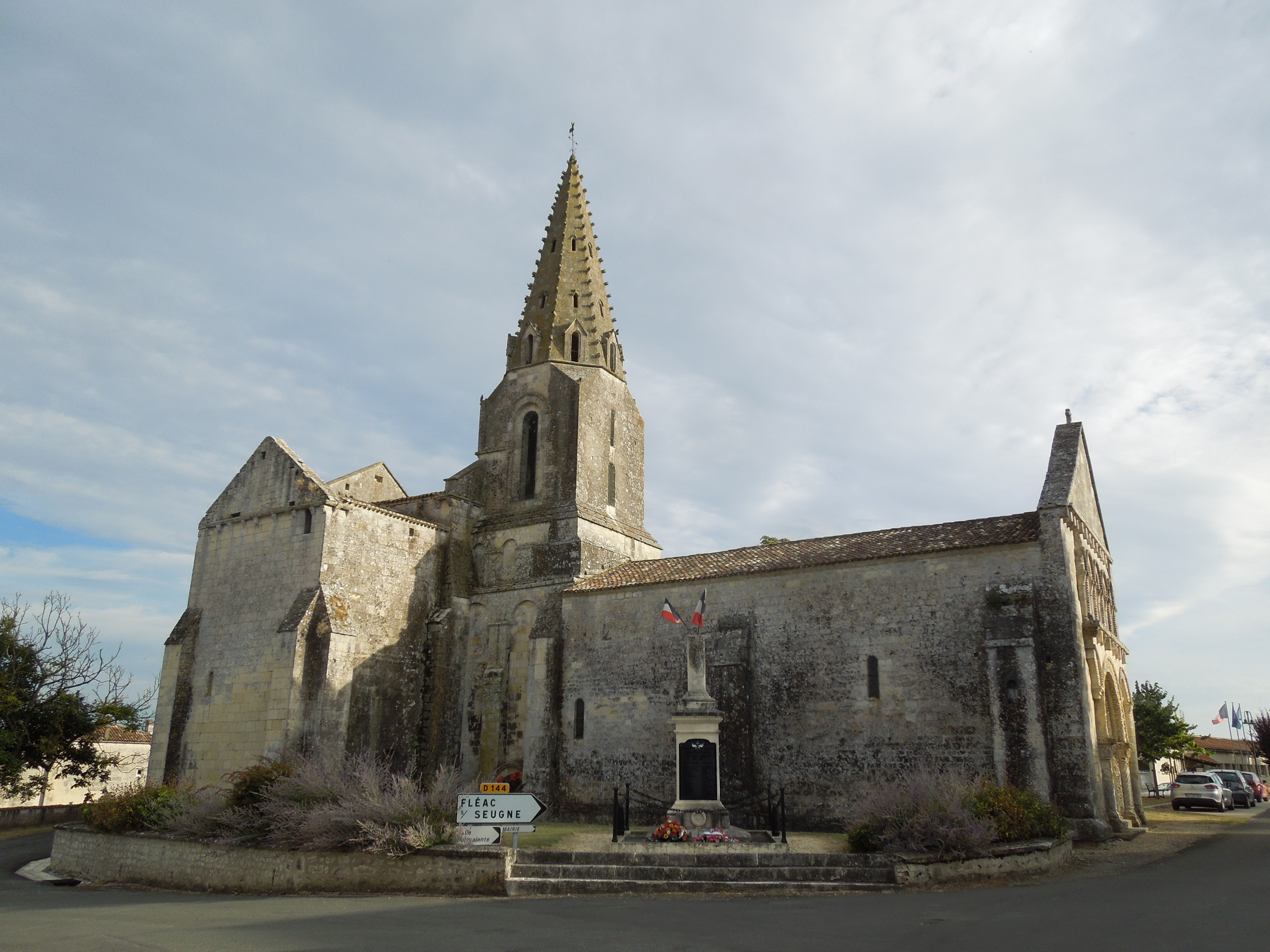
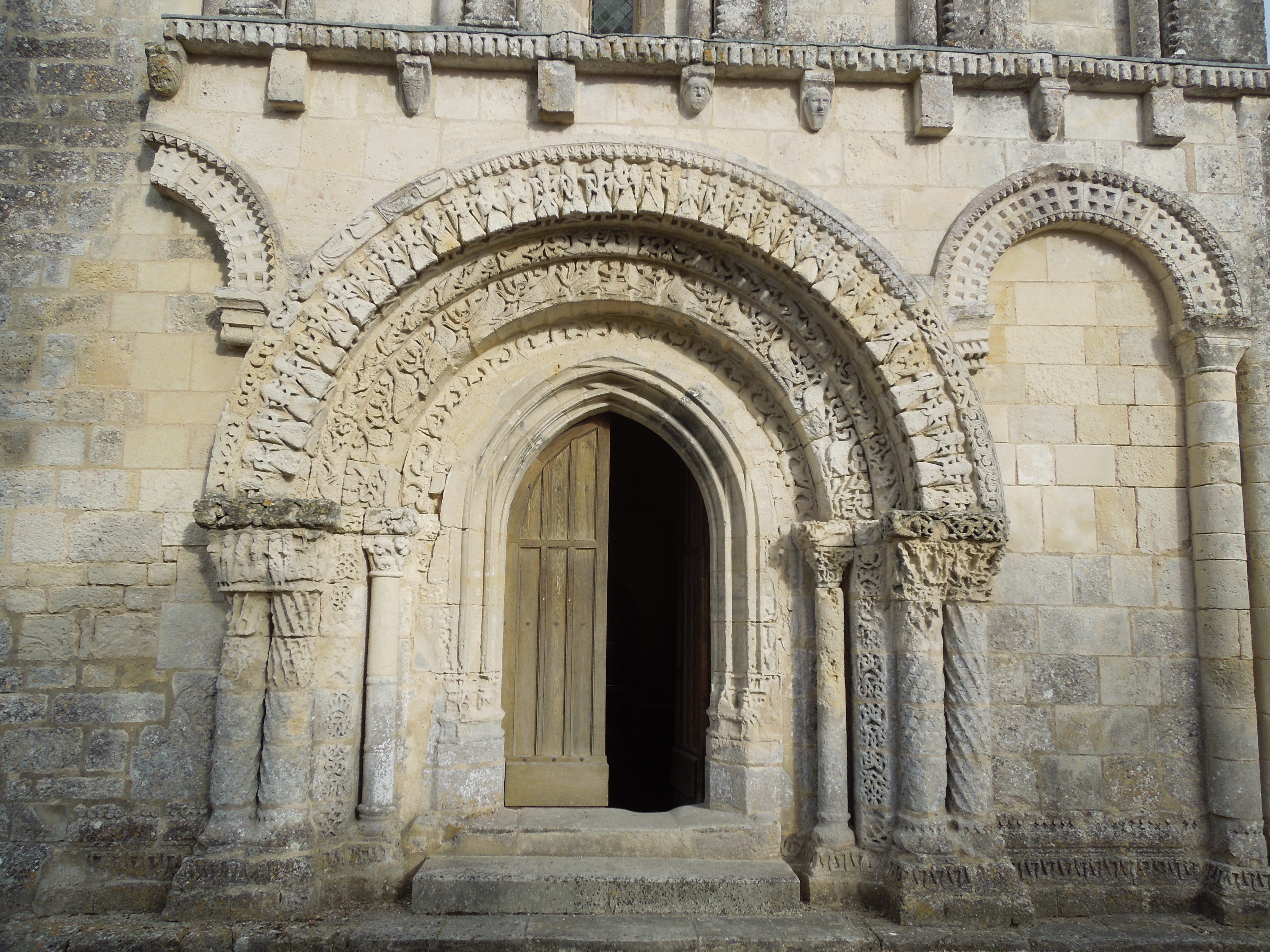
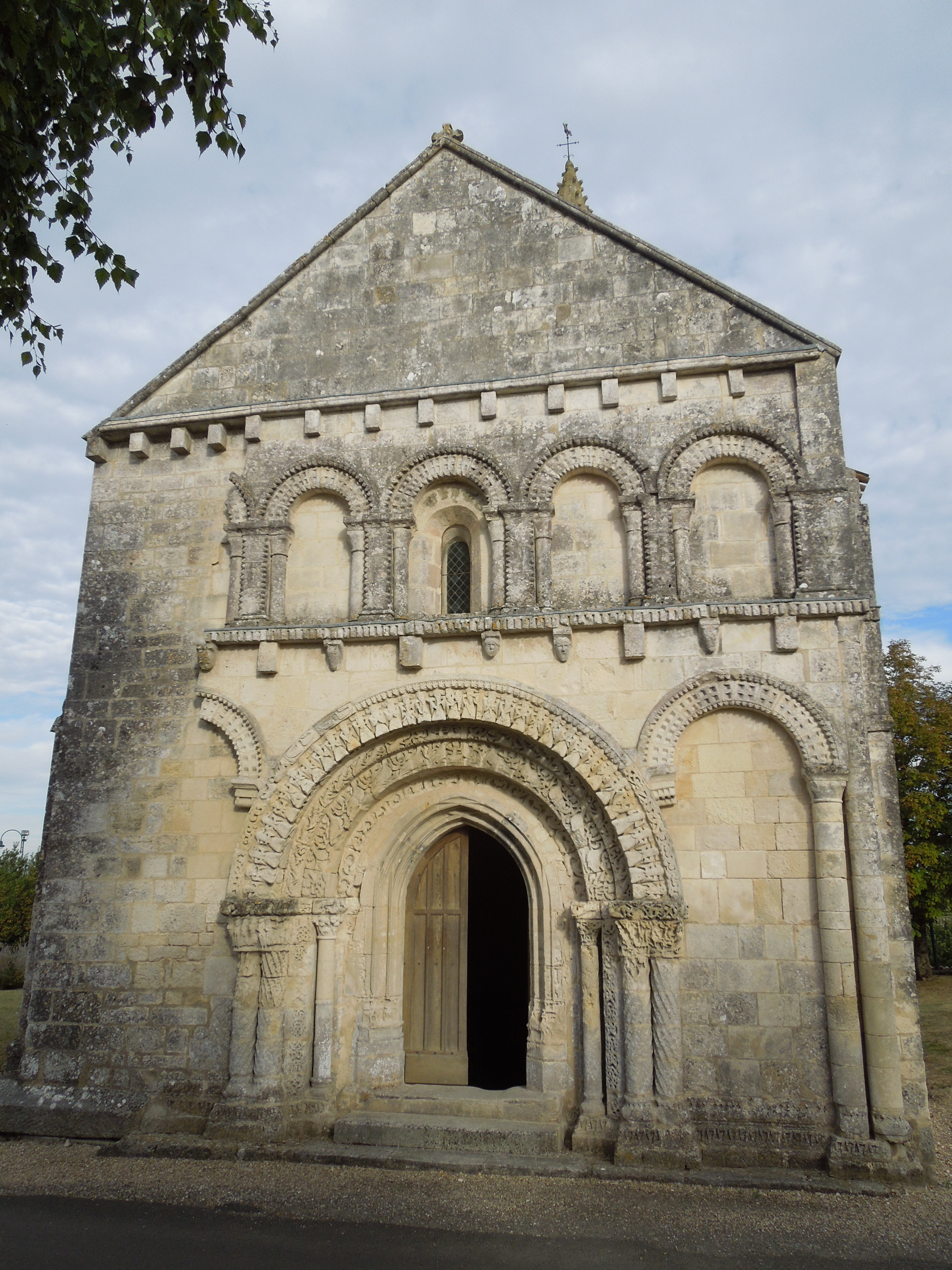
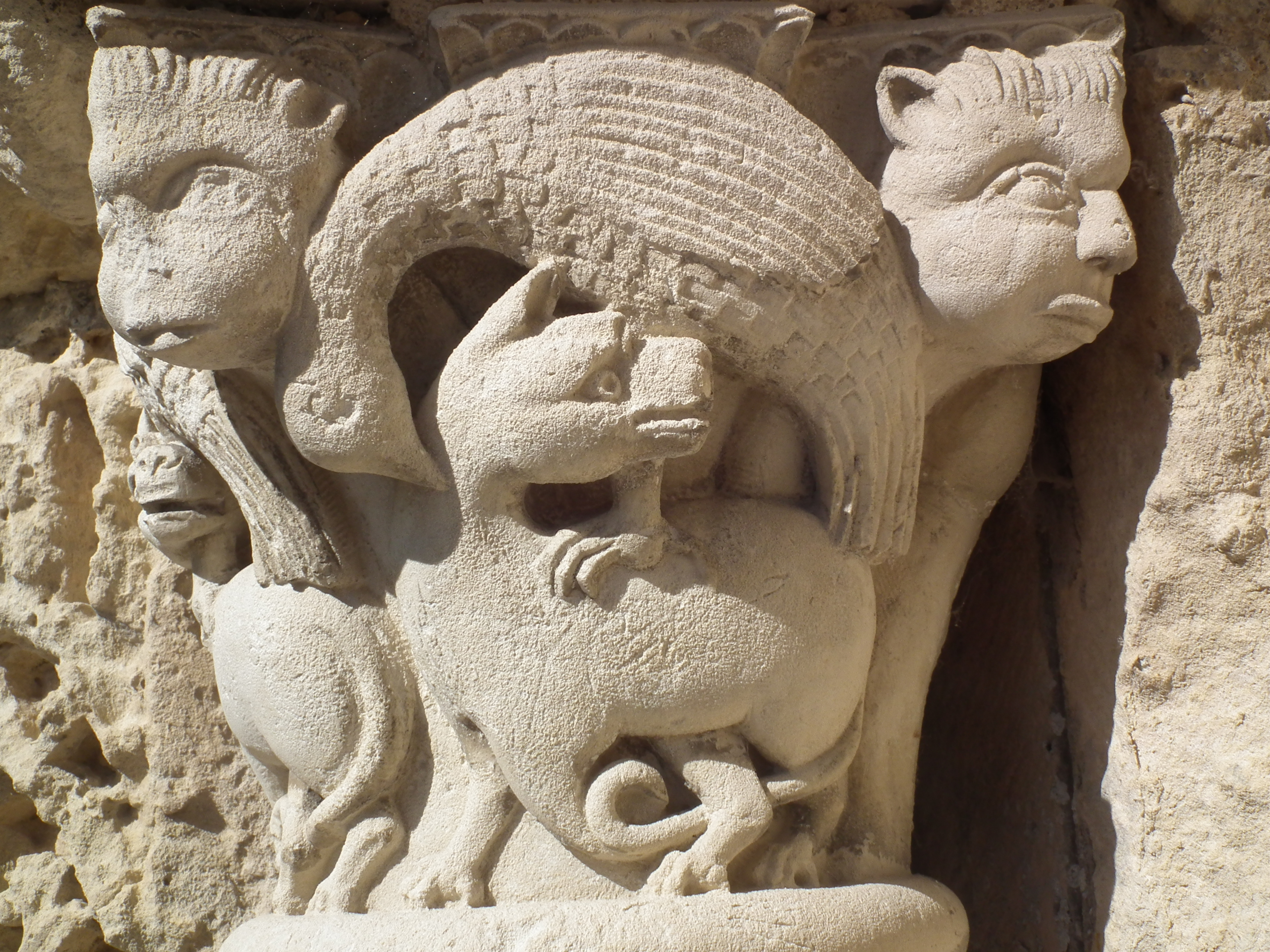
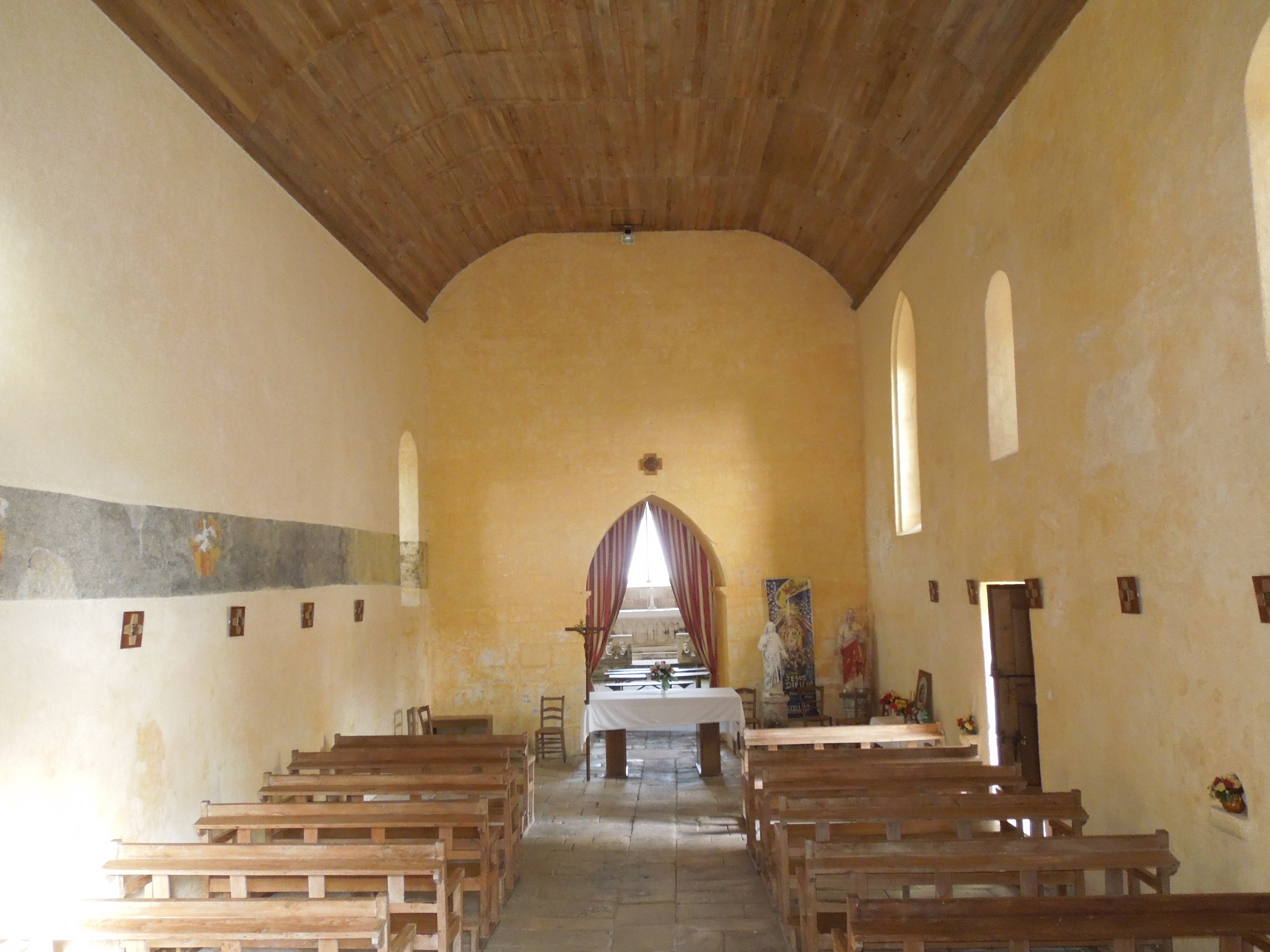
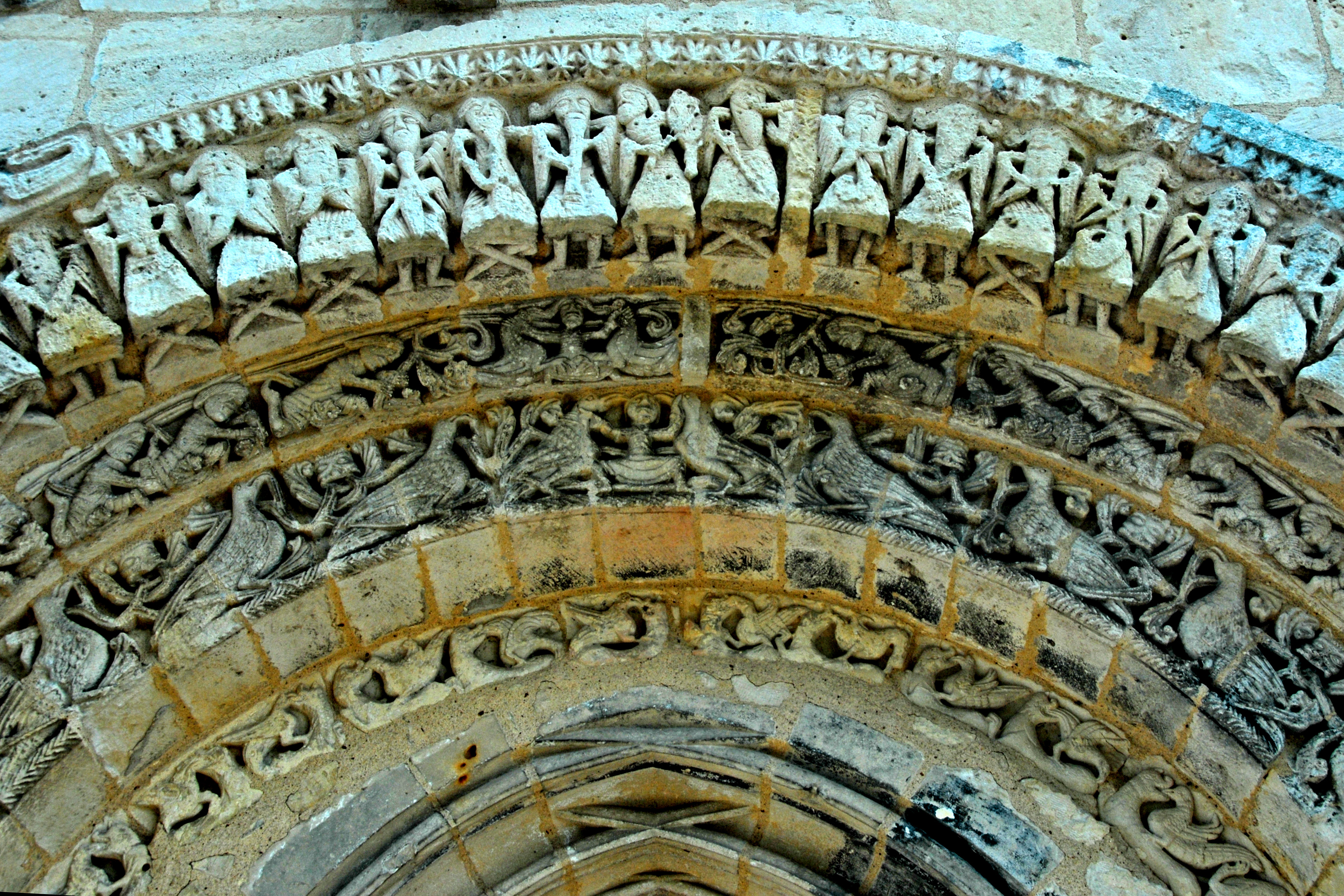
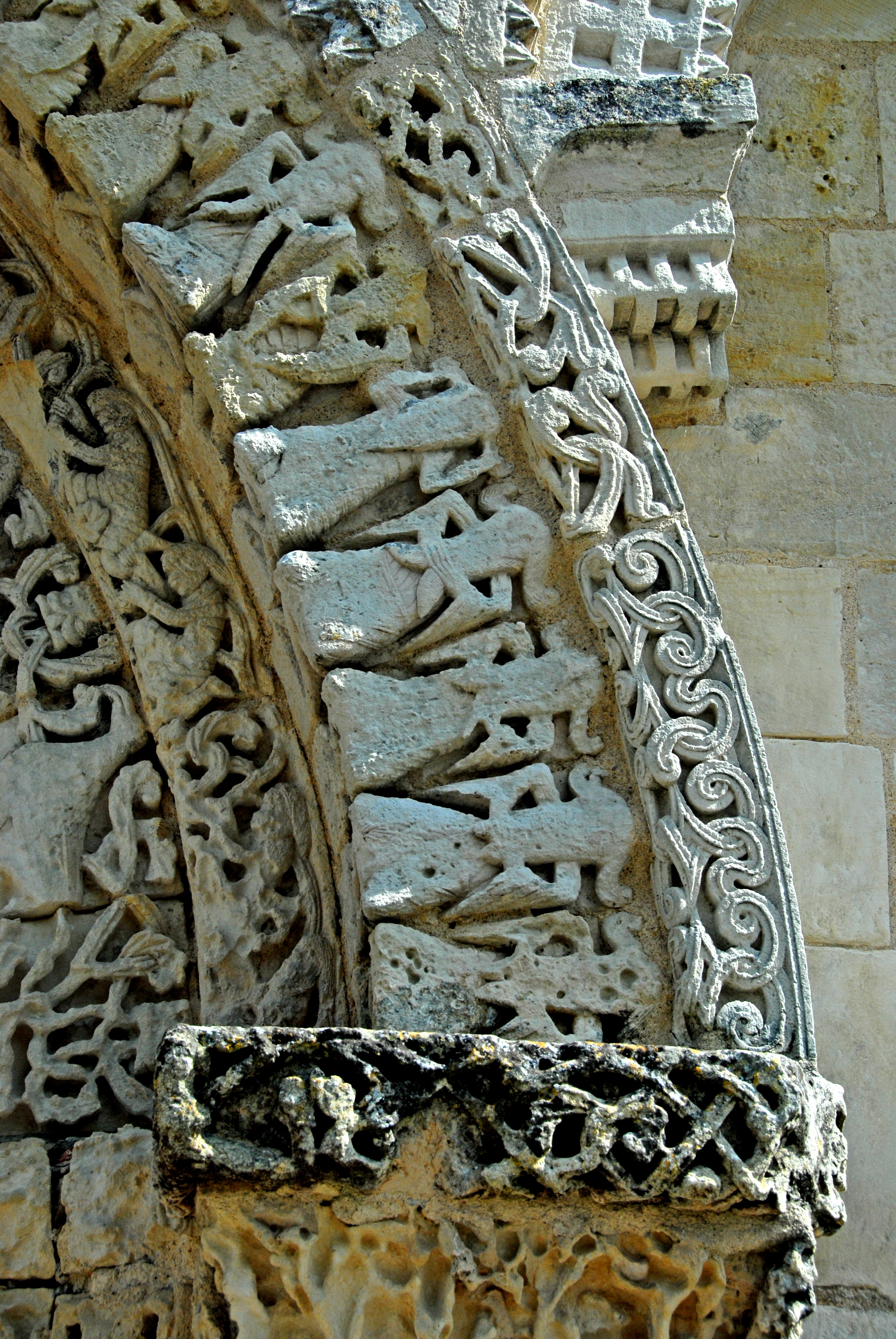
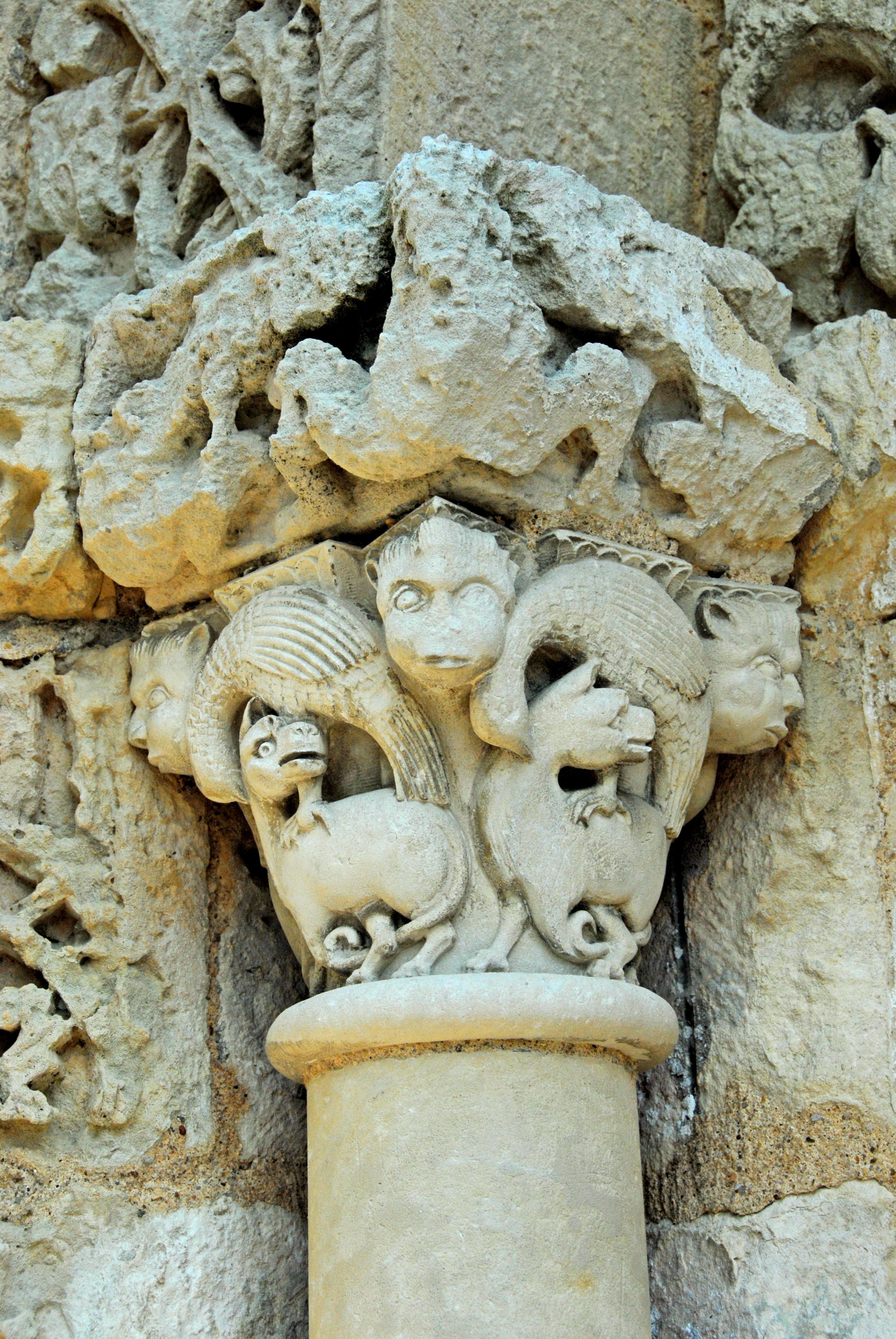
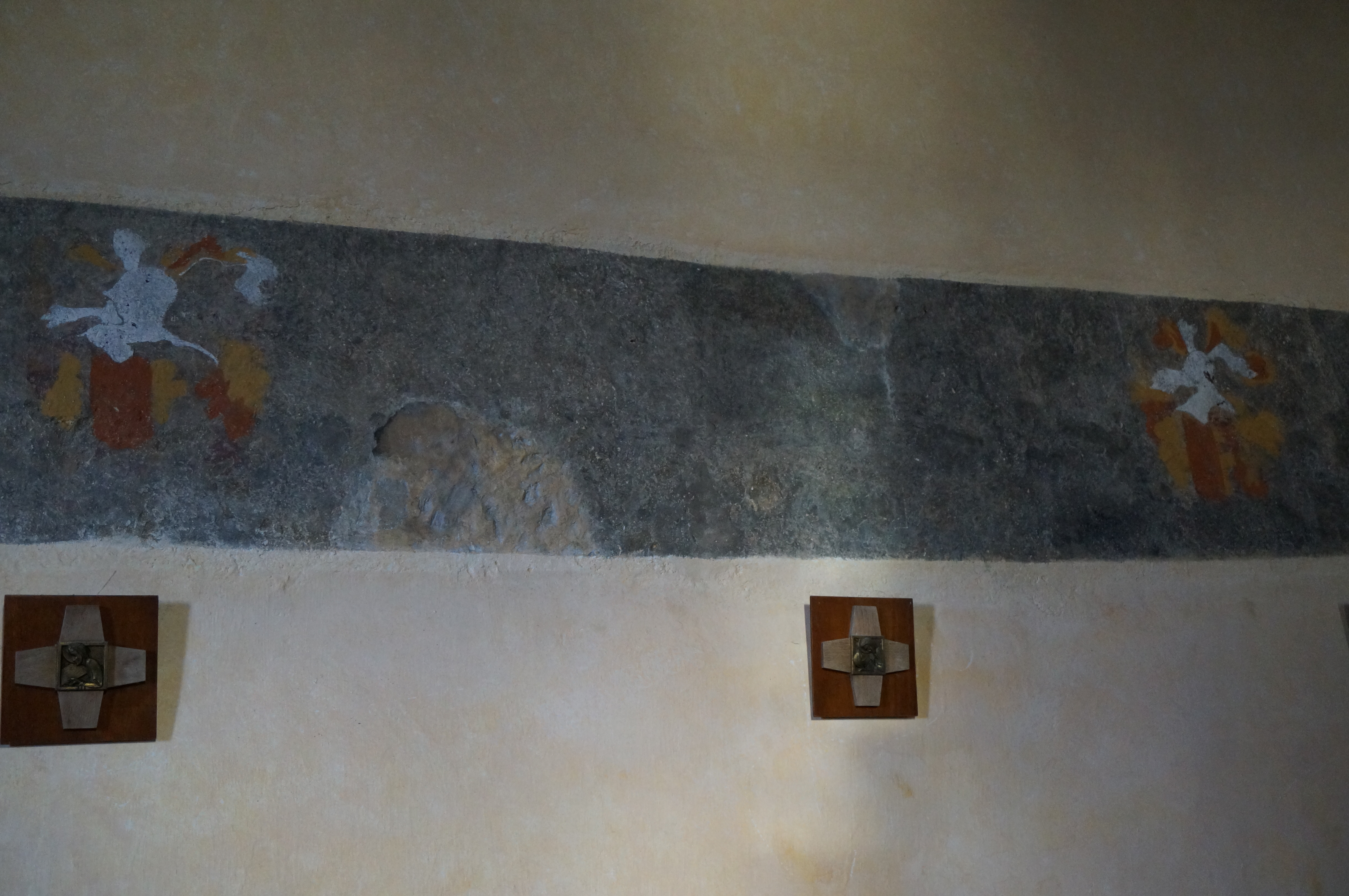
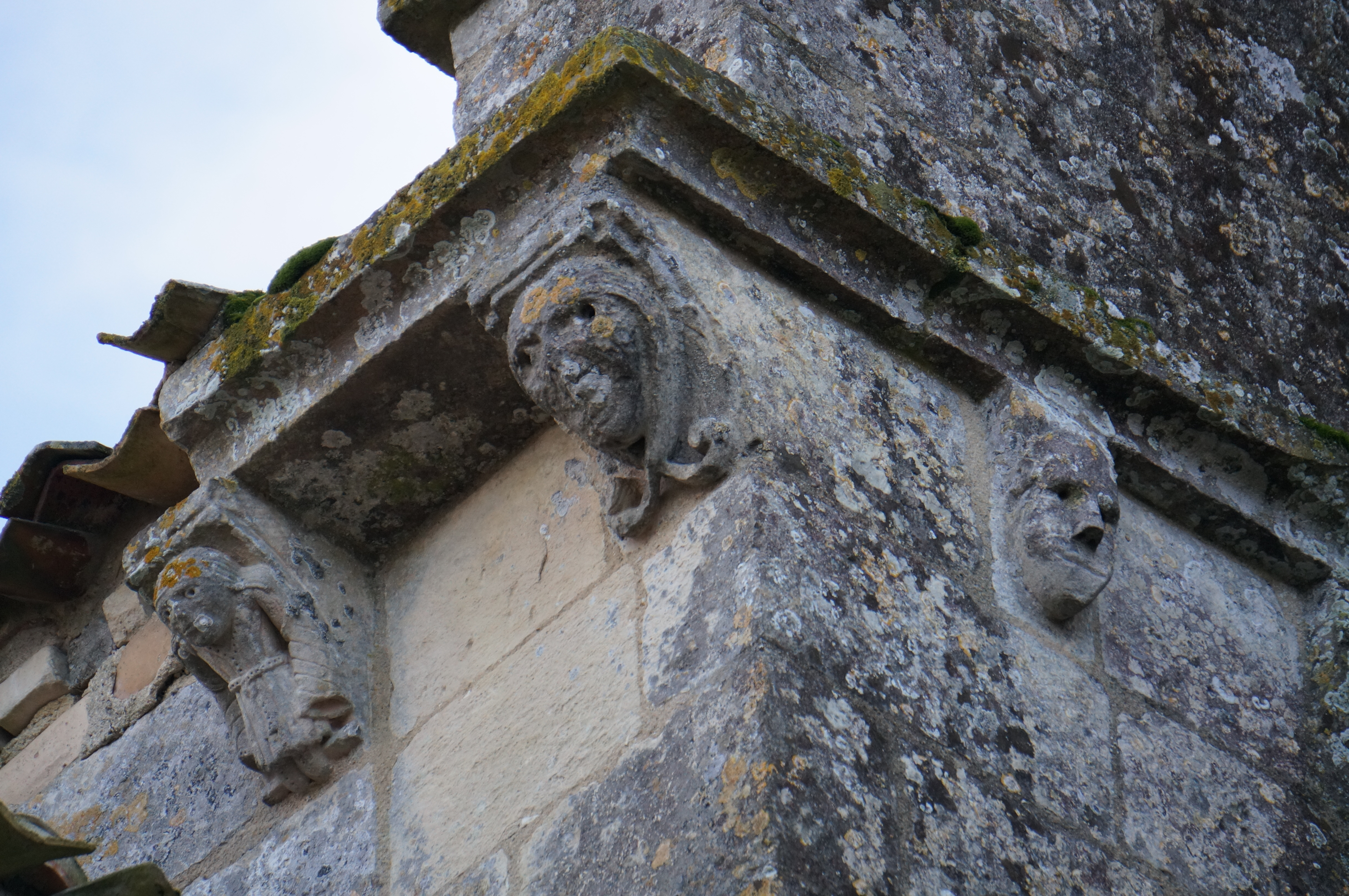
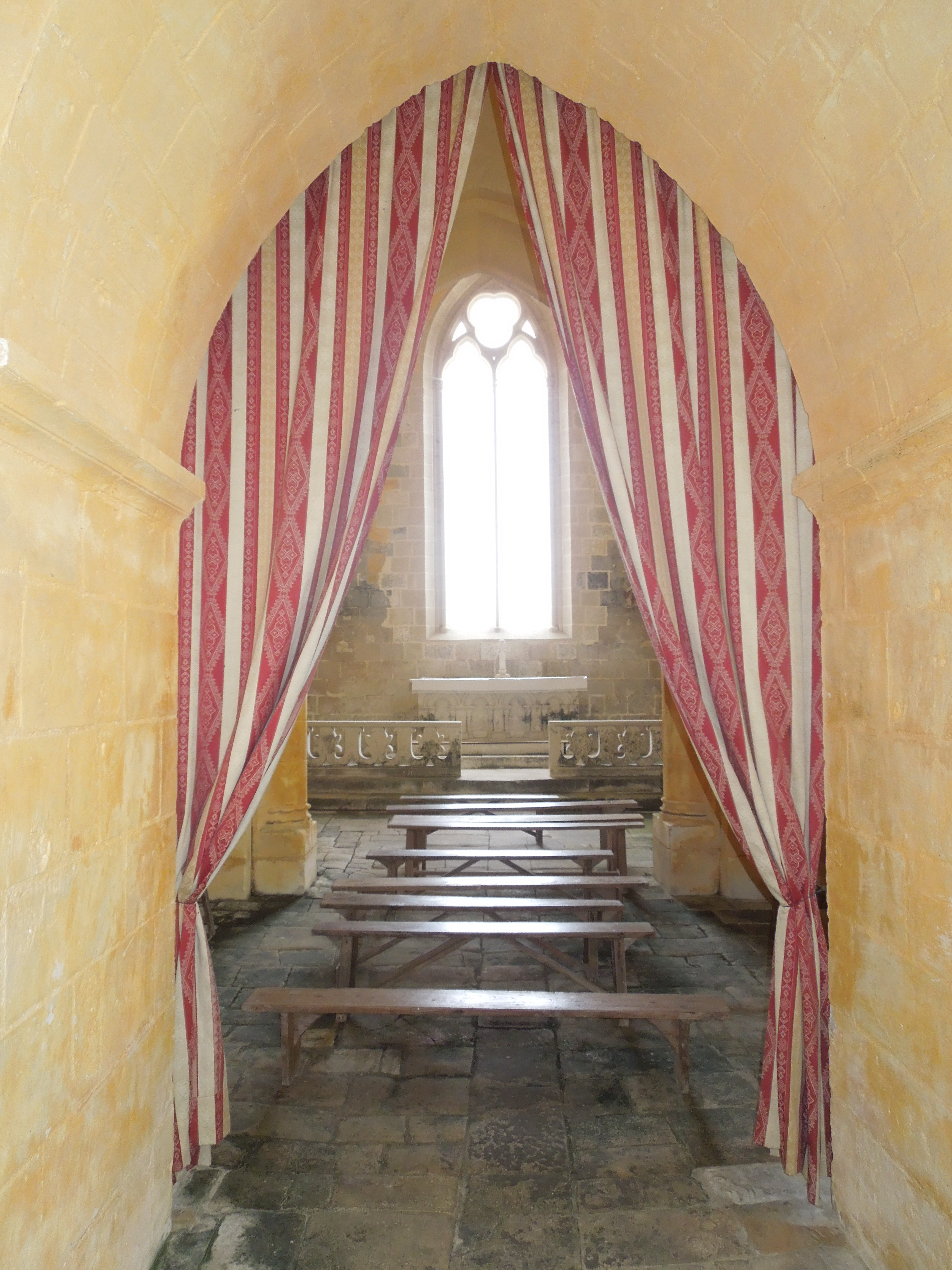
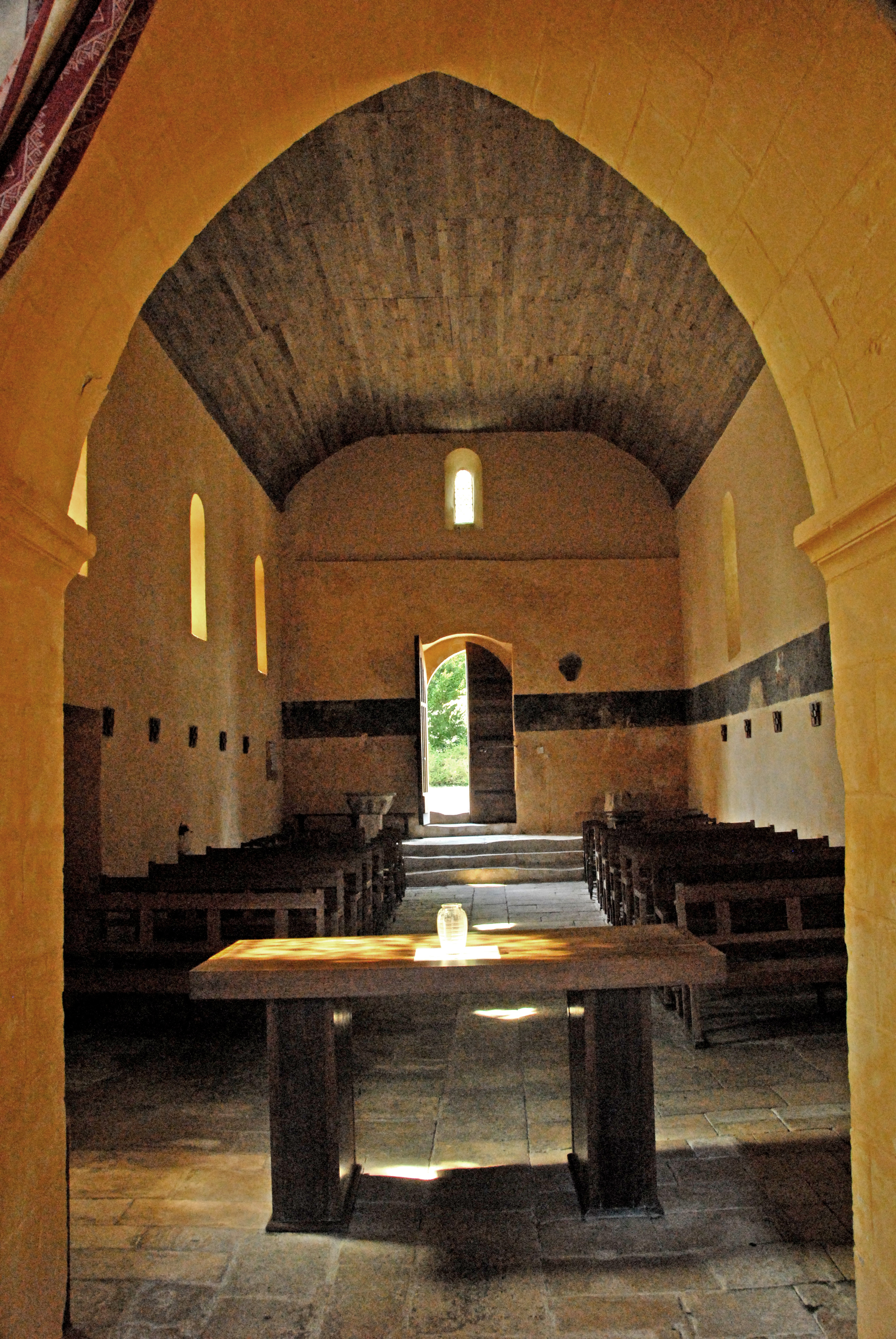
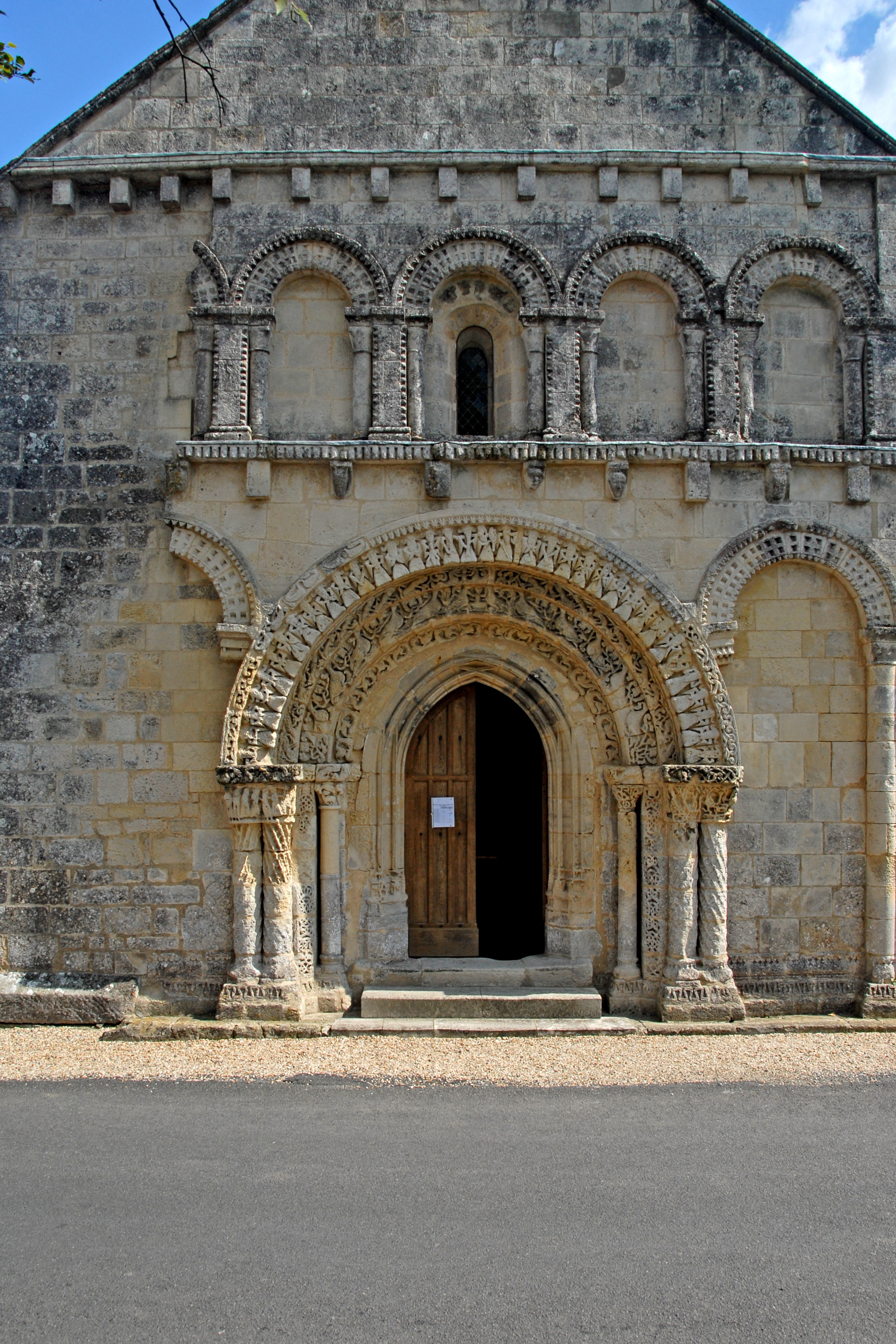
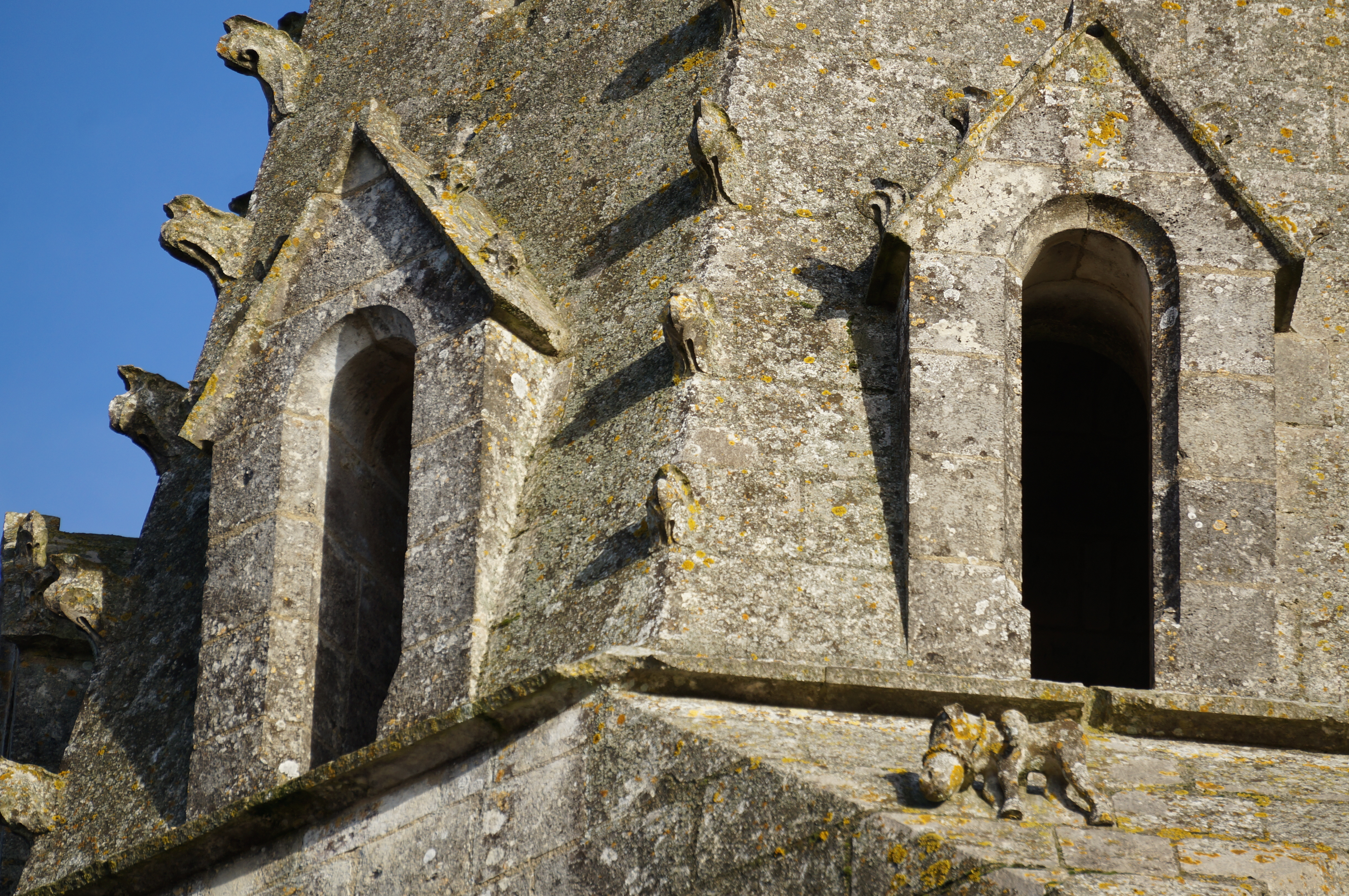
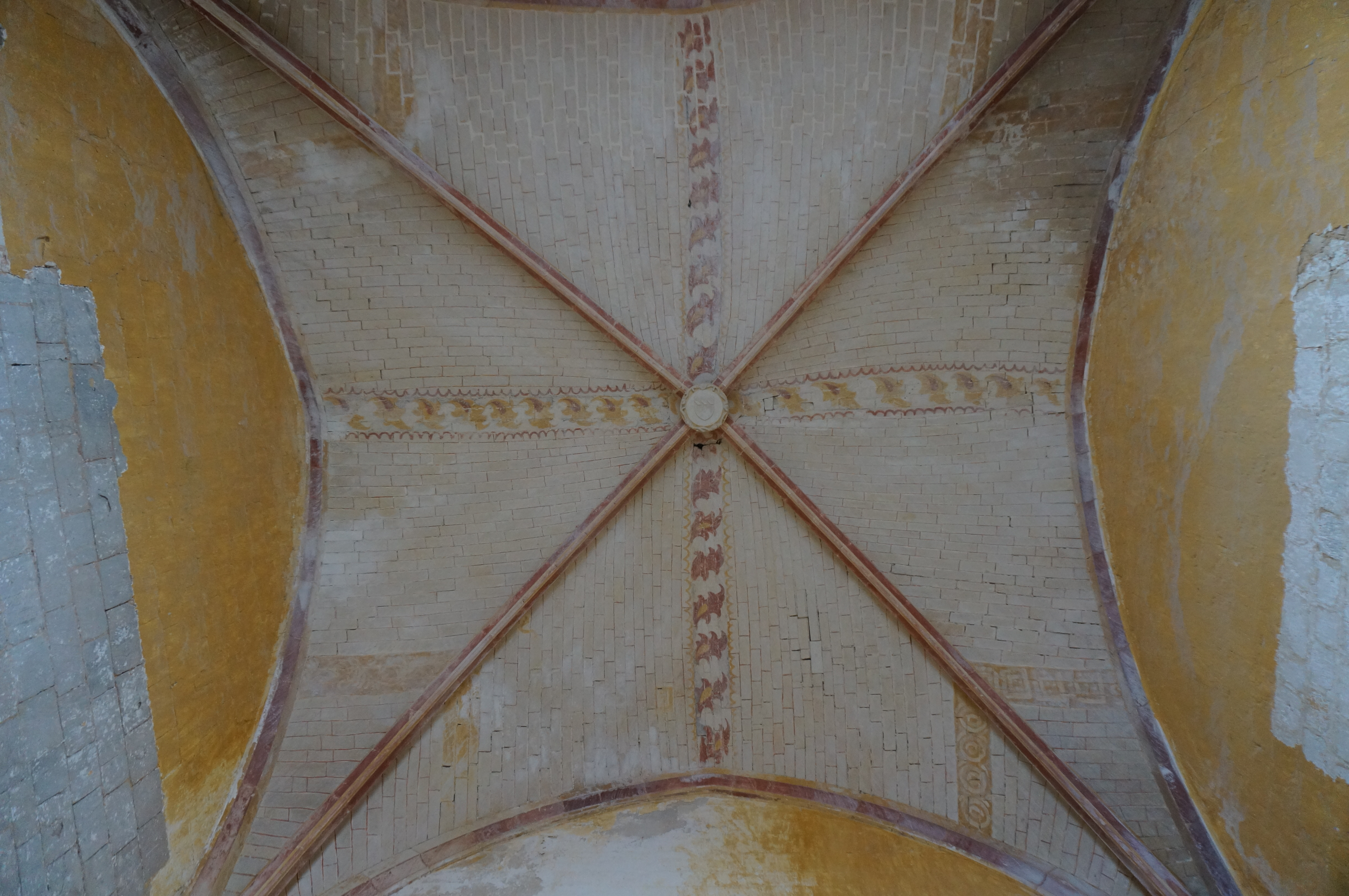
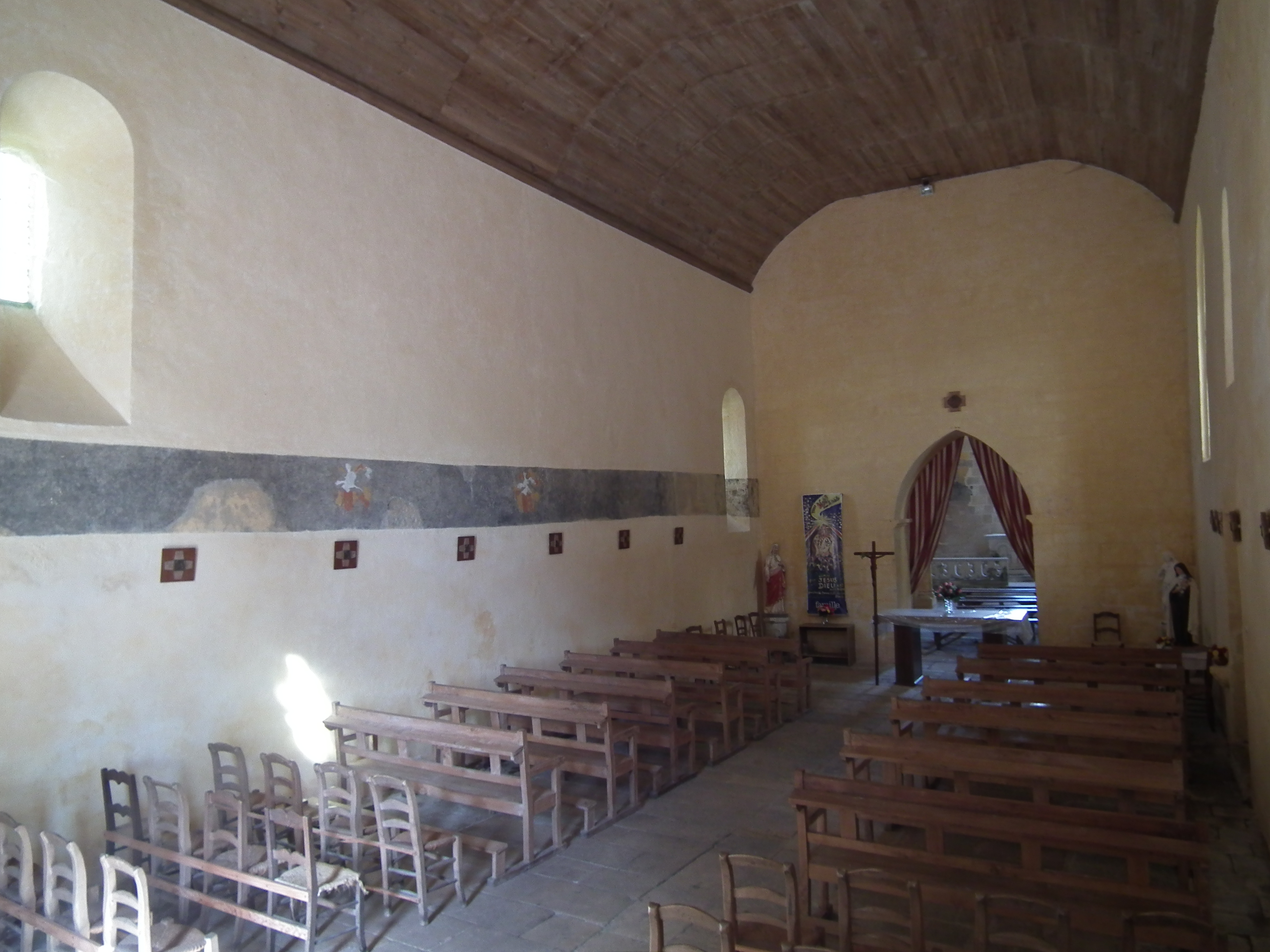
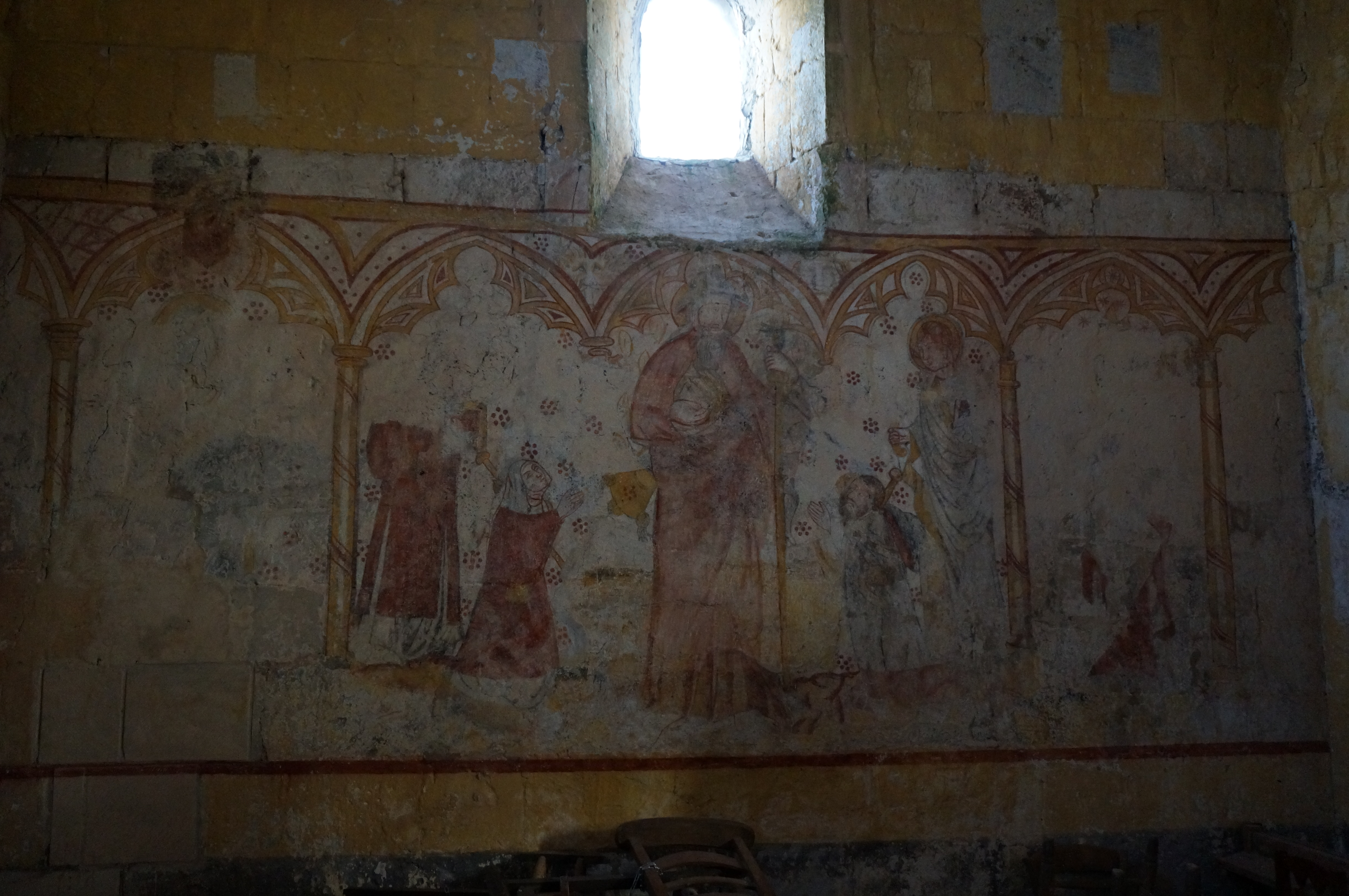
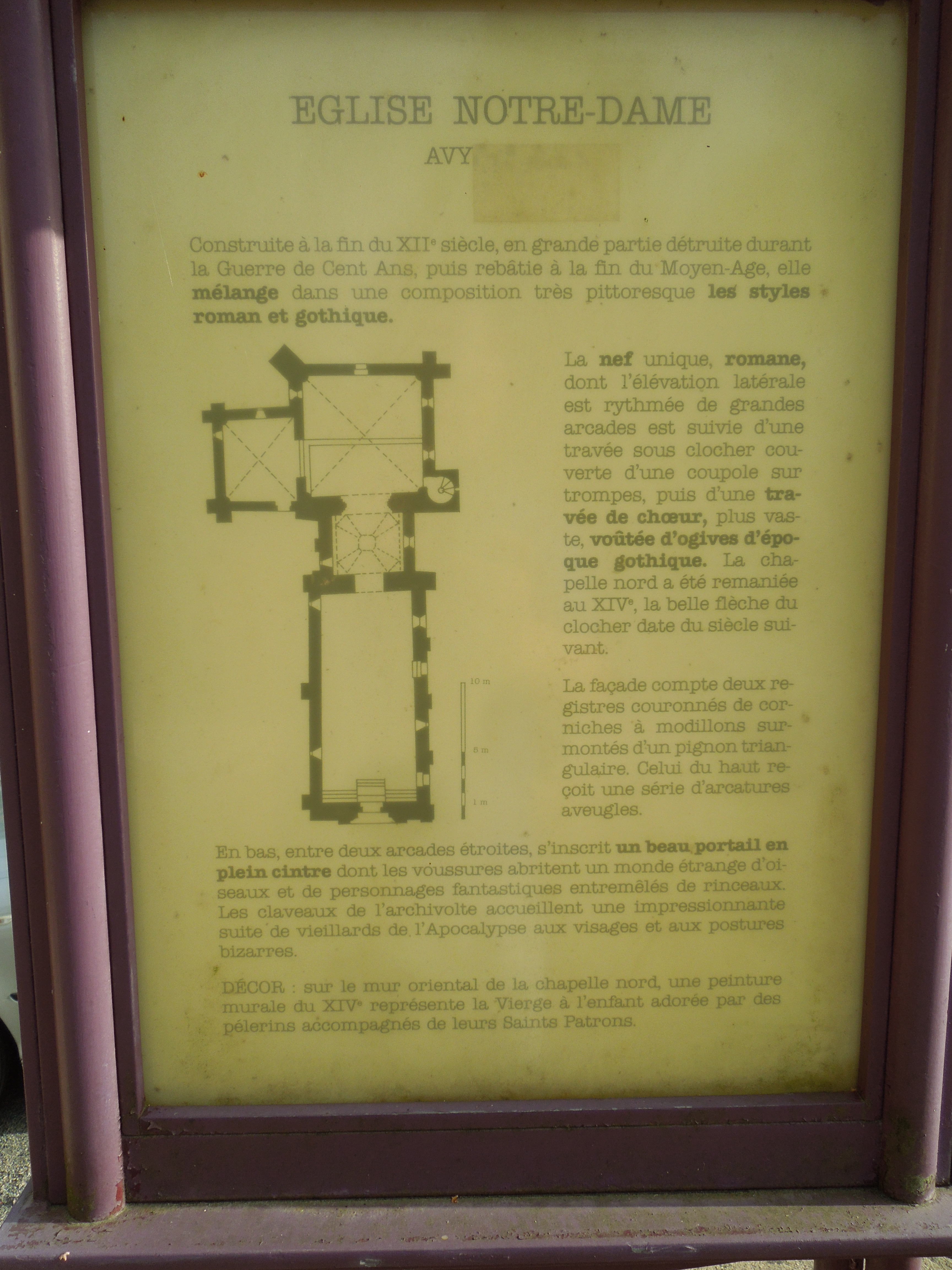

## Fekvése
Ponstól mintegy 3 km-re délkeletre fekvő település.

## Nevezetessége
- Román stílusban épült temploma